# پیتر لارنسن
پیتر لارنسن (انگلیسی: Peter Lawrenson؛ زادهٔ تاریخ درست نیست٫ سال باید ۴ رقم داشته باشد٫ (برای سال‌های پیش از هزار، صفر بیفزایید٫)٫ (خطا: نیازمند سال، ماه، روز معتبر سال)) یک دانشمند است.
وی همچنین برندهٔ جوایزی همچون مدال ادیسون انجمن مهندسان برق و الکترونیک و نشان فارادی شده است.